# 7.5cm FK 16 nA

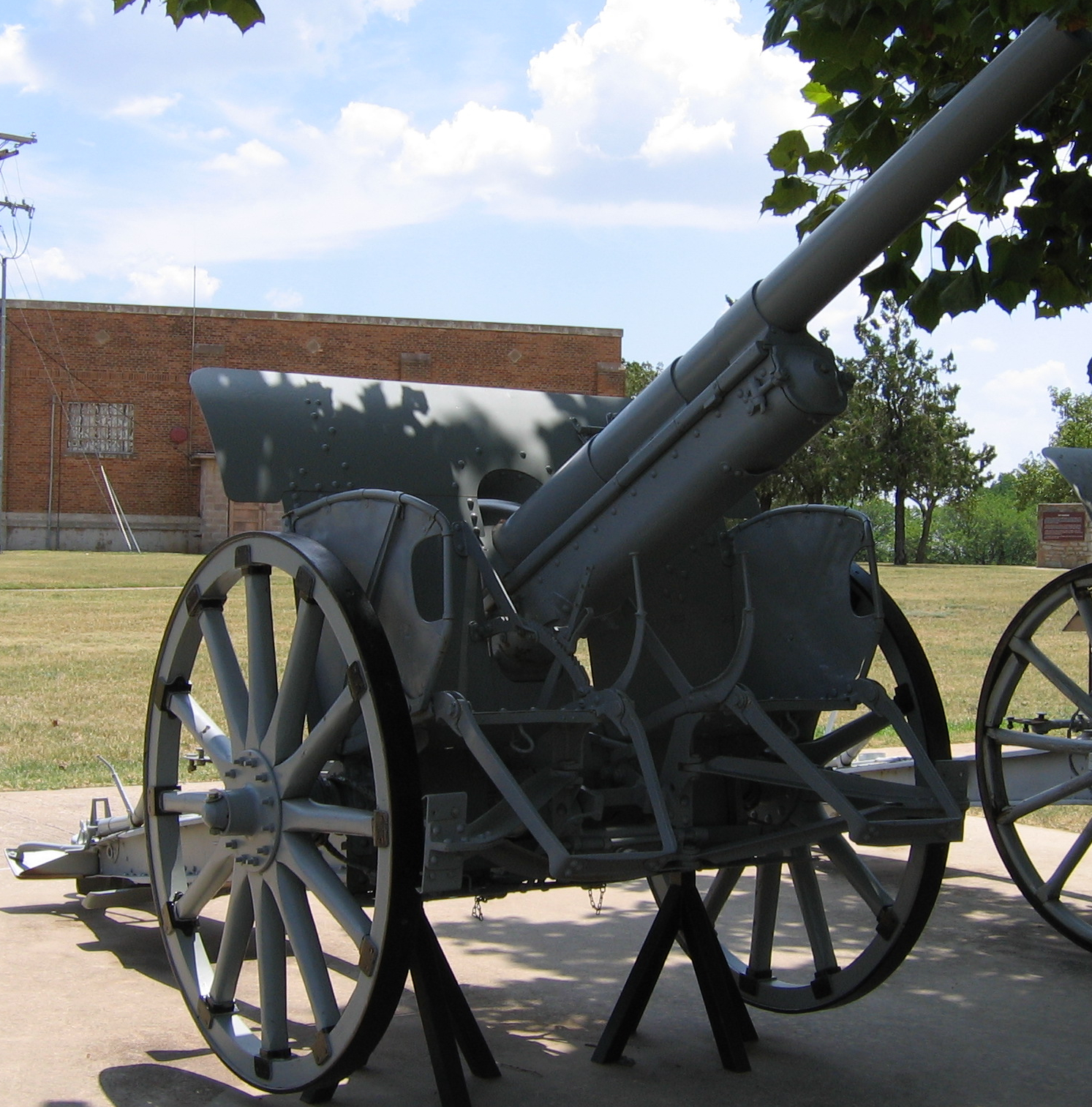
7.5cm FK 16 nA。防盾前部に、牽引時に砲手が座るための簡易座席がある。

7.5cm FK 16 nA（ドイツ語: 7,5 cm Feldkanone neuer Art、ズィーベン コンマ フュンフ ツェンチミーター フェルトカノーネ ゼヒツェーン ノイアー アーチ）とは、第二次世界大戦においてナチス・ドイツが使用した野砲である。neuer Art（ノイアー・アーチ）は「新型の」を意味する。

## 概要
7.5cm FK 16 nAは、第一次世界大戦においてドイツ帝国陸軍の主力野砲であった7.7cm FK 16を基に、砲身を第一次世界大戦後の1930年代初頭にドイツ国防軍が制式採用した75mm砲弾用の砲身に換装している。
第一次世界大戦後のドイツはヴェルサイユ条約で重火器（＝大砲）の保有を禁止されていたが、ドイツの倉庫に極秘に保管していたFK 16を利用した。
第二次世界大戦においては、ドイツは対重戦車用の対戦車砲には88mm高射砲を使用する考えであったため、ソ連赤軍や日本軍などのように野砲を対戦車砲として利用することは考えていなかった。さらに、師団砲兵には10.5cm leFH 18と15cm sFH 18を主力として配備する方針であったため、75mm口径の野砲をあまり積極的に運用することはなかった。

## スペック

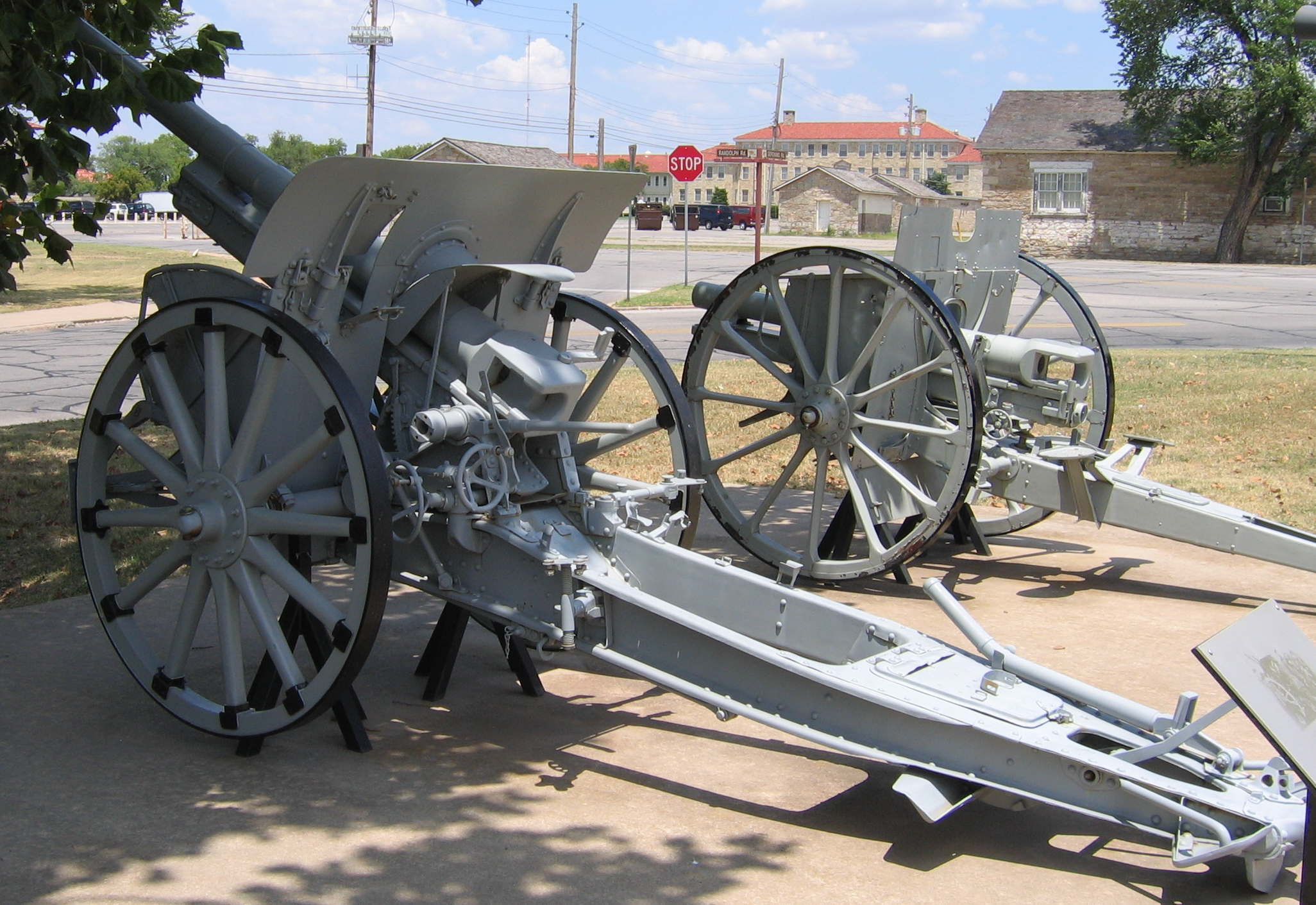
7.5cm FK 16 nAの右側面

- 口径：75mm
- 全長：2.7m
- 全幅：m
- 重量：1,524kg
- 砲身長：2,036mm (36口径)
- 仰俯角：-9°~+44
- 左右旋回角：4°
- 運用要員：名
- 発射速度：発/分（最大）
- 射程：12,300m
- 生産期間：年~年
- 生産総数：門